# L'Héritage du mirabellier
L'Héritage du mirabellier est un roman de Michel Caffier publié en 2006, suite du Hameau des mirabelliers.

## Résumé
En 1916, Gisèle, tambour de Pompey, s'est mise avec Léon. Pendant la guerre, Pompey vivait de la production de vin pour les tranchées. Vers 1920, Norbert, fils de Gisèle, mène la grève à la fonderie comme l'a fait Léon. Georgette, fille d'Élise, de l'auberge du hameau, est médecin militaire et est dans la Ruhr où la France augmente son occupation face à la mauvaise volonté Allemande. Norbert va travailler chez Citroën à Paris puis au Niger pour la croisière Citroën. Au hameau, Georgette épouse Ronald, gradé américain nommé à Rabat. Norbert passe chez De Dietrich pour fabriquer la « Lorraine ». Il épouse Colette à Saint-Nectaire et emmène Léon. Marthe et Gustave déménagent à Nancy. Léon écrit ses mémoires. Pierre, interne, épouse Louise à Boulogne-sur-Mer. Dans les années 1930, Léon réunit toute la famille au hameau pour un Noël. Il meurt et Pierre dépose un bout de mirabellier dans sa tombe.